# Jędrzejówka (województwo lubelskie)
Jędrzejówka – wieś w Polsce położona w województwie lubelskim, w powiecie biłgorajskim, w gminie Goraj.
| SIMC    | Nazwa   | Rodzaj    |
| ------- | ------- | --------- |
| 0887813 | Góra    | część wsi |
| 0887820 | Opacz   | część wsi |
| 0887836 | Usłonie | część wsi |

W latach 1954–1961 wieś należała i była siedzibą władz gromady Jędrzejówka, po jej zniesieniu w gromadzie Teodorówka. W latach 1975–1998 miejscowość administracyjnie należała do województwa zamojskiego. 
Wieś jest sołectwem w gminie Goraj. Według Narodowego Spisu Powszechnego z roku 2011 wieś liczyła 189 mieszkańców i była ósmą co do liczby ludności miejscowością gminy.
Kościół filialny parafii w Radzięcinie pw. Matki Boskiej Królowej Polski został wybudowany w latach osiemdziesiątych XX w. według projektu inżynierów Elżbiety Mącik, Ewy Lebiedzkiej-Nowakowskiej i Fortunata Nowakowskiego. Jest murowany, kryty blachą. We wsi znajduje się zabytkowa kamienna figura z 1906 r.
Jedrzejówka graniczy z Szczebrzeszyńskim Parkiem Krajobrazowym. 
Szkoła podstawowa w Jędrzejówce i szkoły filialne w Wólce Abramowskiej i Zagrodach zlikwidowane zostały w 2006 roku. Przez Jędrzejówkę przebiega Roztoczański Szlak Rowerowy.
Wierni Kościoła rzymskokatolickiego należą do parafii św. Kazimierza Królewicza w Radzięcinie.

## Historia

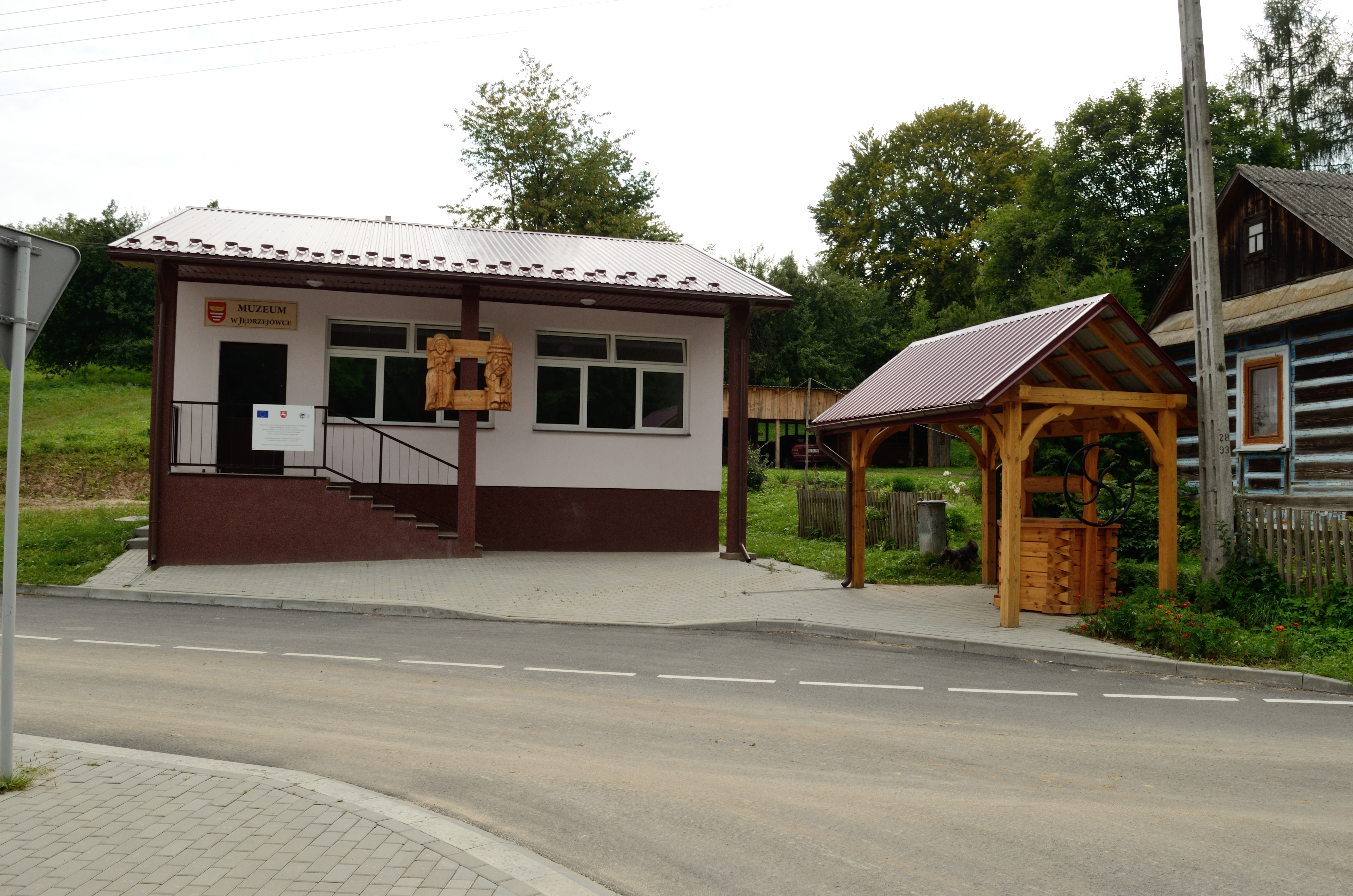
Muzeum w Jędrzejówce

Wieś powstała w 2 połowie XVII w. w dobrach radzięckich w wyniku przemysłowej eksploatacji lasów. Została założona przez Gorajskich, później w wyniku małżeństwa w 1683 r. Bogumiły z Gorajskich Potockiej z hrabią Janem Ludwikiem Buttlerem przeszła do rodziny Butlerów. Po podziale majątkowym w 1773 r. Jędrzejówka (wraz z Abramowem, Teodorówką, Wolą Abramowską, Hosznią Abram. i Majdanem Abram.) należała do szambelana króla Stanisława Augusta, starosty witagolskiego Krzysztofa Niemirowicza-Szczytta (zm. 1790), ożenionego z Józefą z hr. Buttlerów. W 1802 r. wdowa po Krzysztofie Niemirowiczu-Szczytcie, starościna witagolska Józefa z hr. Buttlerów Niemirowiczowa-Szczyttowa, sprzedała dobra Abramów szambelanowi byłego dworu polskiego Pawłowi Stryjeńskiemu.
Ulokowano tu jedną z kilku hut szkła, dla których pozyskiwano popiół drzewny. W 1715 r. pojawia się nazwa Huta Jędrzejówka, rok później w inwentarzu dóbr radzięckich występuje wieś Andrzejowka „na hucisku” licząca 20 gospodarzy. W 1787 r. wieś zamieszkiwało 288 osób. Na początku XIX w. właścicielem wsi został Zygmunt Stryiński. W 1827 r. Jędrzejówka liczyła 34 domy i 189 mieszkańców. W II połowie XIX w. wieś obejmowała 574 morgi, 33 domy i 241 mieszkańców katolików. W 1921 r. liczyła 74 domy i 435 mieszkańców. Według atlasu J. Jabłonowskiego z 1772 r. wydanego w Londynie wieś posiadała pod koniec XVII w. kościół.
Potem należała do parafii Radzięcin. Być może parafia powstała tu ze względu na to, że w XVII w. w Radzięcinie był zbór Kalwiński. Od czasu do czasu były akty parafialne w Goraju z Jędrzejówki. Jeszcze w XX wieku pracowały tu dwa wiatraki. Jeden znajdował się na Korniakowskiej Górze – w latach 90 były tam pozostałości po wiatraku i kamienie do mielenia zboża, drugi natomiast znajdował się na Górze – od studni głębinowej trzeba było iść na "górę" w stronę Chłopkowa. W Jędrzejówce zachowała się najgłębsza w tym regionie studnia głębinowa, głębokości 102 m.
Podczas II wojny światowej zostało zniszczonych 18 gospodarstw. Po II wojnie światowej władze gminy miały swoją siedzibę w Hosznii Ordynackiej i Jędrzejówce. W 1955 r. ulokowano w Jedrzejówce siedzibę gromady, ale po trzech latach została ona zlikwidowana. W 1975 r. wybudowano szkołę.

## Wydarzenia kulturalne
Międzygminny Festiwal Muzyki Ludowej im. Anny Malec - festiwal od początku istnienia ma charakter konkursowy. Festiwal zapoczątkowano w 2015 roku. Zespoły i soliści z gminy Goraj i sąsiednich gmin biorą udział w konkursie muzyki tradycyjnej.

## Znane osoby z Jędrzejówki
Anna Malec - śpiewaczka ludowa